# 線紋喉盤魚
線紋喉盤魚（學名：Gobiesox eugrammus），為輻鰭魚綱鱸形目喉盤魚亞目喉盤魚科的其中一種，分布於東太平洋區，從美國加州至墨西哥瓜達盧佩島海域，深度9至82公尺，本魚體延長，前部平扁，後部側扁，體不被鱗，覆有粘液層，頭部側線發達，身體上側線不明顯，腹鰭喉位，與周圍的皮褶特化成一吸盤，背鰭軟條11-13枚、臀鰭軟條8-10枚，體長可達5.7公分，屬底棲性魚類，與海膽共生，以片腳類為食，生活習性不明。